# 스이제이 천황
스이제이 천황(일본어: 綏靖 天皇 스이제이텐노[*], 기원전 632년 ~ 기원전 549년 6월 28일)은 일본의 제2대 천황(재위: 기원전 581년 2월 23일 ~ 기원전 549년 6월 10일)이다. 이름은 간누 나카와미미노 스메라 미코토 (《일본서기》 : 신정명천이천황, 일본어: 神渟名川耳天皇, 《고사기》 : 신소하이명, 神沼河耳命)이다. 진무 천황과 히메타타라이스즈히메사이 삼남으로 태어났다. 그가 실존 인물인지 대해서는 역사학적으로 부정적인 견해가 강하며, 결사팔대(欠史八代/缺史八代)라고 불리는 제2대 스이제이 천황부터 제9대 가이카 천황까지 8대의 천황 중 한 명이다. 지금의 스이제이 천황이라는 시호는 762년경에 오우미노 미후네(淡海三船)가 찬진한 시호이다. 쓰키다노오카노에 능(桃花鳥田丘上陵)에 매장되었다고 전한다. 지금은 해당 능이 나라현 가시하라시에 소재한 쓰카야마 고분에 비정된다.

## 가족 관계

### 선조
- 조부 : 히코나기사타게우가야후기아에즈노미코토(彦波瀲武鸕鶿草葺不合尊)
- 조모 : 다마요리히메노미코토(玉依姫命)
  - 아버지 : 일본 제1대 천황 진무 천황(神武天皇, 기원전 711년 ~ 기원전 585년)
- 외조부 : 고토시로누시노카미(事代主神)
- 외조모 : 다마쿠시히메노미코토(玉櫛姬命)
  - 어머니 : 히메타타라이스즈히메노미코토(媛蹈鞴五十鈴媛命)
    - 형 : 히코야이노미코토(日子八井命)
    - 형 : 가무야이미미노미코토(神八井耳命)

### 부인과 후손
- 황후 : 이스즈요리히메노미코토(五十鈴依媛命)
  - 장남 : 시키츠히코타마테미노미코토(磯城津彦玉手看尊, 기원전 577년 ~ 기원전 510년 1월 17일), 일본 제3대 천황 안네이 천황(安寧天皇)
- 왕비 : 카와마타비메(河俣毘売) - 《고사기》에 등장.
  - 《고사기》에서는 안네이 천황이 그녀의 소생으로 나옴.

| 전 임 진무 천황 | 제2대 일본 천황 기원전 581년 2월 23일? ~ 기원전 549년 6월 28일? | 후 임 안네이 천황 |

## 같이 보기
- 일본 천황